# 爱丁堡号轻巡洋舰
爱丁堡号轻巡洋舰（英語：HMS Edinburgh）是英国皇家海军的一艘城级轻巡洋舰（Town-class），也是被称为爱丁堡亚级（Edinburgh sub-class）的最后两艘城级轻巡洋舰中的第一艘。爱丁堡号在第二次世界大战中服役，经历了许多战斗，特别是在北海和北冰洋，1942年在北冰洋被德国潜艇击沉。

## 性能
爱丁堡号由斯旺亨特与威格姆理查森公司（Swan Hunter & Wigham Richardson）在泰恩河畔纽卡斯尔建造，1936年12月30日铺下龙骨。爱丁堡号是一艘快速巡洋舰，全长613.6英尺（187.0米），宽64.9英尺（19.8米），吃水22.6英尺（6.9米）。由四台帕森斯（Parsons）齿轮减速蒸汽涡轮机驱动四轴，蒸汽由四台海军部三鼓式锅炉提供，总功率82500轴马力（62兆瓦），排水量10635吨，设计航速32.25节，最高航速达33节。续航14节航速时为8000海里。
作为轻巡洋舰，这艘战舰装有强大的武备，包括12门BL（Breech Loading，后装）6英寸（152毫米）口径50倍径Mk XXIII炮，12门（后来变为8门）QF（Quick-firing，速射）4英寸（101.6毫米）口径高射炮（AA）（这一级轻巡洋舰装有英国巡洋舰中最强大的4英寸炮组），16门QF 2磅（口径40毫米）砰砰炮（Pom-pom guns），8挺0.5英寸（12.7毫米）口径维克斯（Vickers）机枪。还装备了两座三联装21英寸（533毫米）鱼雷发射管来增加攻击力。
爱丁堡号被设计成非常现代化的战舰，配备了新式的雷达阵容和火控系统，能够携带多达三架超级馬林公司（Supermarine）海象式（Walrus）水上飞机用作侦察，虽然多數時間只携带两架。
爱丁堡号的装甲厚度为主装甲带4.88英寸（124毫米），最薄处1.5英寸（38.1毫米），是英国轻巡洋舰中最厚的。如同战列巡洋舰一样，轻巡洋舰被设计成航速够快来避免被击中，而不用像当时在战列舰上那样的厚重装甲。

## 战时经历
爱丁堡号于1938年3月31日下水，1939年7月6日服役后立刻被分配到苏格兰斯卡帕湾的皇家海军本土舰队（Home Fleet）第18巡洋舰分舰队（18th Cruiser Squadron）。1939年转属第2巡洋舰分舰队（2nd Cruiser Squadron），在亨伯分队（Humber Force）服役。
当1939年10月16日德国空军首次袭击罗赛斯（Rosyth）的海军基地时，仍然在福斯湾的爱丁堡号遭受了轻微损伤，但未被直接命中。
爱丁堡号于10月23日离开罗赛斯，负责护送来往于挪威纳尔维克的船队。当11月23日辅助巡洋舰拉瓦尔品第号（HMS Rawalpindi）在护航中被击沉时，爱丁堡号离开船队去寻找德国的通商破坏舰，沙恩霍斯特号战列巡洋舰。虽然责任重大，但搜索没有成功，爱丁堡号又回到护航任务中。
1940年3月18日，爱丁堡号到达泰恩河，开始一直持续到10月28日的漫长整修。整修结束后，爱丁堡号被重新分配到第18巡洋舰分舰队，11月18日离开克莱德（Clyde）的法斯兰（Faslane）海军基地，为WS4B船队护航，在11月12日返回斯卡帕湾之前一直护送到弗里敦。圣诞节前不久，爱丁堡号随胡德号战列巡洋舰、驱逐舰伊莱克特拉号（HMS Electra）、回声号（HMS Echo）、冒险号（HMS Escapade）、和哥萨克号（HMS Cossack）前去拦截一艘正突入北大西洋的德国水面袭击舰。在海上花费了包括圣诞节在内的一周后，有关报告被证明是不实的，爱丁堡号在跨年夜回到港口。
在1940年冬季，爱丁堡号还参加了本土舰队的一些小型行动。1941年3月下旬，爱丁堡号护送WS7船队远航中东，4月15日返回斯卡帕湾。这月下旬，在丹麦海岸外支援了一系列布雷任务。1941年5月4日，支援了盟军对德占罗弗敦群岛的袭击行动，即双刃大刀行动（Operation Claymore）。
爱丁堡号在追猎德国战列舰俾斯麦号的行动中也扮演了次要角色。1941年5月22日，爱丁堡号在比斯开湾巡逻时截获了德国船莱赫号（SS Lech）。随后，爱丁堡号被派遣到向布雷斯特的航线上拦截并跟踪俾斯麦号，但俾斯麦号未到达该区域。

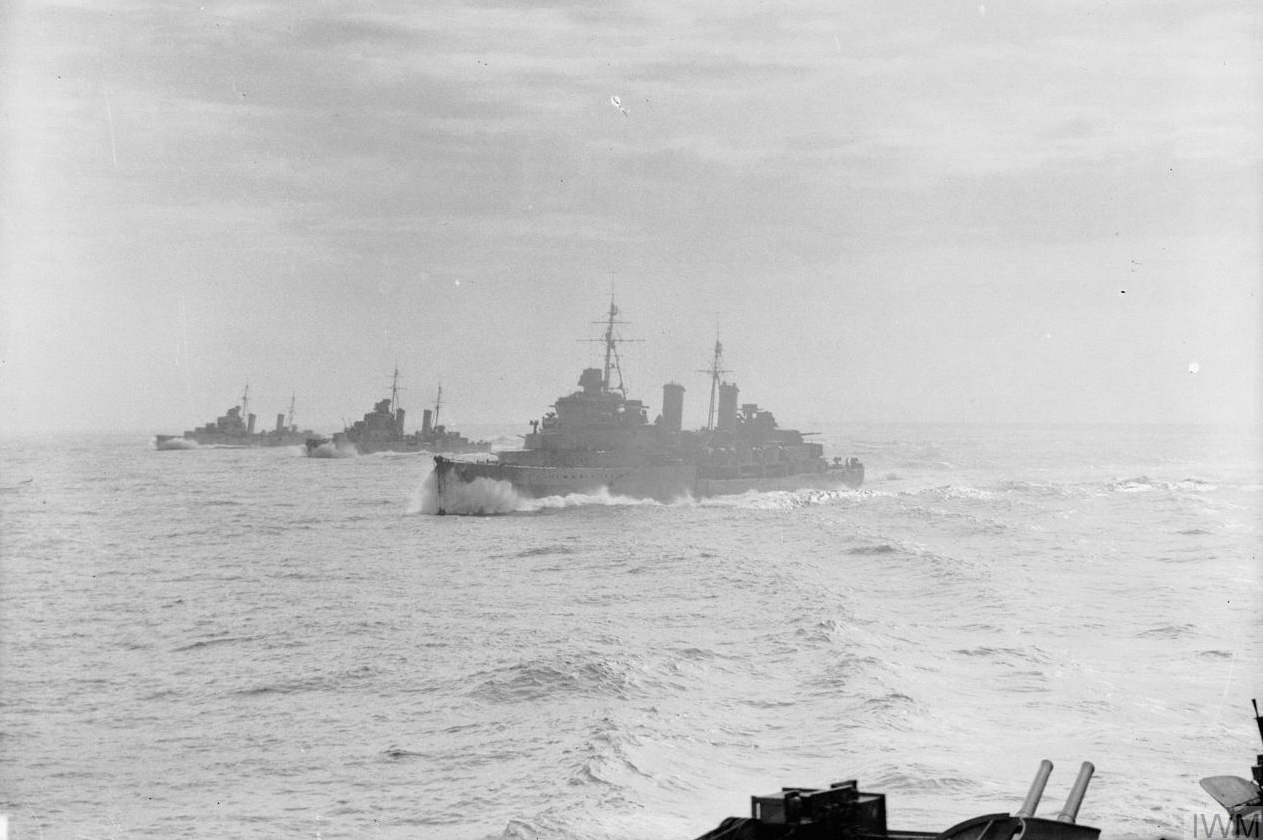
爱丁堡号轻巡洋舰、赫米昂号轻巡洋舰和欧里亚勒斯号轻巡洋舰在执行戟行动中航行

6月1日，爱丁堡号被派去接替赫米昂号轻巡洋舰（HMS Hermione）在丹麦海峡巡逻的任务。任务平安结束后，受命护送另一个前往中东的船队WS9B，并于7月初再次停靠在直布罗陀。该月晚些时候，爱丁堡号参加了向马耳他输送物资的物质行动（Operation Substance），于7月24日到达马耳他。第二天，爱丁堡号在一架德国鱼雷轰炸机的攻击中死里逃生。军舰没有受到损害，并继续航行回到克莱德。
1941年8月，爱丁堡号护送WS10船队到南非的西蒙斯敦（Simonstown）。稍后于9月28日作为戟行动（Operation Halberd）的一部分再次到达马耳他，不久后回到直布罗陀。1941年10月1日载着补给和战俘从直布罗陀启程前往克莱德。在法斯兰维修后，于11月间重新加入本土舰队，在冰岛巡逻。
1941年12月，爱丁堡号为向苏联运输物资的北冰洋护航队护航。1942年1月开始在泰恩河整修，直到3月4日，再次去冰岛-法罗群岛巡逻。
爱丁堡号护卫了QP4和PQ13两个船队，3月28日返回斯卡帕湾。4月6日又离开斯卡帕湾，为前往摩尔曼斯克的PQ14船队护航。PQ14的24艘运输船中16艘被不合时令的海冰和坏天气逼回冰岛，一艘被德国潜艇击沉。爱丁堡号护送其余七艘于4月19日到达摩尔曼斯克。

## 最后的航程
爱丁堡号作为QP11护航队指挥官海军少将斯图尔特·博纳姆·卡特（Stuart Bonham Carter）的旗舰，于4月28日离开摩尔曼斯克，QP11有17艘运输船。4月30日，由海军上尉马克斯-马丁·泰歇特（Max-Martin Teichert）指挥的德国潜艇U-456号发射鱼雷击中爱丁堡号的右舷。早先，德国空中侦察已经提醒这艘已是第五次巡逻的潜艇注意护航队。爱丁堡号开始严重倾斜，但舰员迅速关闭了水密艙門，使巡洋舰没有立刻沉没。不久之后，U-456发射了第二枚鱼雷，击中舰艉，击毁了操舵设备并造成了严重损害。
驱逐舰远见号（HMS Foresight）和三艘扫雷舰薄纱号（HMS Gossamer）、鹞号（HMS Harrier）、轻骑兵号（HMS Hussar）试图将爱丁堡号拖回摩尔曼斯克，一路上，爱丁堡号不断受到德国鱼雷轰炸机的袭击。5月2日，爱丁堡号在拖曳和自身动力下以极慢的速度来到熊岛附近时，遭到Z-7“赫尔曼·舍曼”号、Z-24号和Z-25号三艘德国驱逐舰攻击。
爱丁堡号解开拖缆，开始绕圈航行。虽然火炮组织混乱，仍向德舰开火。第二次齐射对Z-7号形成跨射，对其造成严重破坏，迫使其舰员弃船。爱丁堡号的护航舰只驱散了Z-24号和Z-25号，但爱丁堡号舯部被一条错过原目标的鱼雷击中，与U-456号击中爱丁堡号的第一条鱼雷恰好相对。爱丁堡号舯部现在只有甲板和龙骨还连在一起，随时可能折断，于是舰员弃船，440名转移到薄纱号，大约400名转移到鹞号。两名军官和56名其他军衔的舰员在袭击中阵亡。扫雷舰果敢的行动使德军误判了他们所面对着的军力。
鹞号用4英寸火炮射击，试图击沉爱丁堡号，但击中20发炮弹也未奏效，在其侧面投掷深水炸弹也无济于事。最终，远见号用最后一枚鱼雷（其余的已向德国驱逐舰射出）击沉了爱丁堡号，发射鱼雷的指挥官大卫·洛拉莫后来成为海军中将大卫·洛拉莫爵士（Vice-Admiral Sir David Loram）。

## 舰上的黄金
这次远航时，爱丁堡号携带了4.5长吨（4570千克）的黄金，是苏联向盟军支付的部分货款。465块金条分装在93个木箱中，位于右舷有装甲保护的弹药库内，靠近第一发鱼雷的命中点。当时，这批黄金估计价值150万英镑。
1954年，英国政府授权里司登·比兹利有限公司（Risdon Beazley Ltd.）打捞爱丁堡号。但该项目被搁置，原因是与苏联的关系紧张。1957年，沉船被指定为战争公墓（war grave），这个麻烦使打捞尝试变得遥不可及。
1970年代后期，对爱丁堡号沉船的兴趣被重新唤起，英国政府越来越急于收回这批金条，不仅是由于它的价值，也是由于日益增长的对以下两种情况的担心：沉船被私自洗劫，或者更糟的，被较为靠近的苏联所打捞。
在1980年代初，经验丰富的潜水员凯斯·杰索普（Keith Jessop）为他的公司杰索普海事（Jessop Marine）获得了爱丁堡号的打捞权。杰索普的办法是使用复杂的切割设备，比起其他公司使用炸药的方法，这被认为对战争公墓更加合适。
1981年4月，杰索普海事的打捞船达姆托号（Dammtor）开始在巴伦支海寻找这艘沉船。仅仅10天以后，达姆托号在大约72°N 35°E / 72°N 35°E处发现了沉船，在苏联科拉半岛海岸北北东（NNE）约400千米处，深度约245米（800英尺）。达姆托号使用专用摄像机拍摄了沉船的详细影像，使杰索普和他手下的潜水员能够仔细计划打捞行动。
当年晚些时候，8月30日，潜水支援船斯蒂芬尼托姆号（Stephaniturm）抵达现场，打捞行动展开。一些潜水员在打捞中受伤，但9月15日，一名潜水员进入弹药舱并带回一块金条。10月7日的恶劣天气迫使潜水作业中止前，已经捞起465块金条中的431块，价值当时已超过4300万英镑。另有29块在1986年的后续打捞行动中捞起。但仍有5塊下落不明。